# Kostel svatého Petra a Pavla (Nová Bystřice)
Kostel svatého Petra a Pavla v Nové Bystřici je farní kostel římskokatolické farnosti Nová Bystřice a kulturní památka České republiky. Součástí této kulturní památky je sloup Nejsvětější Trojice, který je ve výklenku kostela, a kříž, který je u kostela.

## Historie
Při archeologickém průzkumu provedeném v roce 1996 byly zjištěno, že kostel byl postaven na místě, kde stávala pozdně románská rotunda. Kostel svatého Petra a Pavla byl postaven v gotickém stylu, a to v 1. polovině 14. století. V 2. polovině tohoto století pak byla ke kostelu přistavena kaple svaté Barbory. V letech 1651 a 1691 kostel postihl požár. Barokní přestavba proběhla v letech 1696 až 1697. Další požár kostel postihl v roce 1774; po tomto požáru byla přestavěna věž.
Novou Bystřici si zamiloval Adam Pavel Slavata, a přestože byl po smrti podle rodinného zvyku pohřben v Jindřichově Hradci, rozšířila se pověst, že se v Nové Bystřici rozhodl zanechat to nejcennější – svoje srdce. To se potvrdilo roku 1997, kdy bylo srdce Adama Pavla Slavaty nalezeno v dřevěné skříňce ve zdi tohoto kostela.

## Popis
Gotický presbytář (kněžiště) pochází z doby postavení kostela; jsou v něm fragmenty gotických nástěnných maleb z 2. čtvrtiny 14. století. Pětiboký presbytář a pětiboká kaple svaté Barbory mají opěráky. Do sousedního novobystřického zámku vedla z kruchty kaple svaté Barbory krytá chodba. Součástí kostela je hrobka Krajířů z Krajku.
Vnitřní zařízení kostela je barokní. Hlavní oltář, oltář svaté Barbory a kazatelna z roku 1753 jsou dílem Matouše Strahovského z Dačic. V kostelní lodi jsou sochy světců pocházející z 2. poloviny 17. století. V kostele jsou náhrobníky z 16., 17. a 18. století.